# Jadekejsaren
Jadekejsaren (kinesiska: 玉帝, pinyin: Yù Dì) är i populär kinesisk mytologi och religion (daoism) Himlens härskare.  Yudi har ett stort hov med många ministrar som reglerar människornas affärer.